# Европско првенство у рукомету 2018.
13. Европско првенство у рукомету 2018. се одржало по други пут у Хрватској. Хрватска је добила домаћинство 20. септембра 2014. године.

## Градови домаћини
| Загреб, Хрватска  | Сплит, Хрватска   | Вараждин, Хрватска           | Пореч, Хрватска         |
| ----------------- | ----------------- | ---------------------------- | ----------------------- |
| Арена Загреб      | Спаладијум арена  | Спортска дворана у Вараждину | Спортска дворана Жатика |
| Капацитет: 15,200 | Капацитет: 10,931 | Капацитет: 5,200             | Капацитет: 3,500        |
|                   |                   |                              |                         |

## Квалификације

### Квалификоване репрезентације
| Репрезентација | Квалификована као | Датум квалификације | Претходна учешћа на првенству                                               |
| -------------- | ----------------- | ------------------- | --------------------------------------------------------------------------- |
| Хрватска       | Домаћин           | 23. јун 2012.       | 12 (1994, 1996, 1998, 2000, 2002, 2004, 2006, 2008, 2010, 2012, 2014, 2016) |
| Шпанија        | Побједник Групе 3 | 6. мај 2017.        | 12 (1994, 1996, 1998, 2000, 2002, 2004, 2006, 2008, 2010, 2012, 2014, 2016) |
| Немачка        | Побједник Групе 5 | 6. мај 2017.        | 11 (1994, 1996, 1998, 2000, 2002, 2004, 2006, 2008, 2010, 2012, 2016)       |
| Шведска        | Побједник Групе 6 | 6. мај 2017.        | 11 (1994, 1996, 1998, 2000, 2002, 2004, 2008, 2010, 2012, 2014, 2016)       |
| Данска         | Побједник Групе 1 | 14. јун 2017.       | 11 (1994, 1996, 2000, 2002, 2004, 2006, 2008, 2010, 2012, 2014, 2016)       |
| Француска      | Побједник Групе 7 | 14. јун 2017.       | 12 (1994, 1996, 1998, 2000, 2002, 2004, 2006, 2008, 2010, 2012, 2014, 2016) |
| Мађарска       | Други Групе 1     | 15. јун 2017.       | 10 (1994, 1996, 1998, 2004, 2006, 2008, 2010, 2012, 2014, 2016)             |
| Србија         | Други Групе 2     | 15. јун 2017.       | 4 ( 2010, 2012, 2014, 2016)                                                 |
| Белорусија     | Побједник Групе 2 | 15. јун 2017.       | 4 ( 1994, 2008, 2014, 2016)                                                 |
| Црна Гора      | Други Групе 6     | 17. јун 2017.       | 3 ( 2008, 2014, 2016)                                                       |
| Норвешка       | Други Групе 7     | 17. јун 2017.       | 7 (2000, 2006, 2008, 2010, 2012, 2014, 2016)                                |
| Словенија      | Други Групе 5     | 17. јун 2017.       | 10 (1994, 1996, 2000, 2002, 2004, 2006, 2008, 2010, 2012, 2016)             |
| Аустрија       | Други Групе 3     | 17. јун 2017.       | 2 ( 2010, 2014)                                                             |
| Чешка          | Други Групе 4     | 18. јун 2017.       | 8 (1996, 1998, 2002, 2004, 2008, 2010, 2012, 2014)                          |
| Македонија     | Побједник Групе 4 | 18. јун 2017.       | 4 ( 1998, 2012, 2014, 2016)                                                 |
| Исланд         | Трећи Групе 9     | 18. јун 2017.       | 12 (2000, 2002, 2004, 2006, 2008, 2010, 2012, 2014, 2016)                   |

## Жрјеб
Жрјеб је објављен 23. јуна 2017.